# Leroy Jenkins

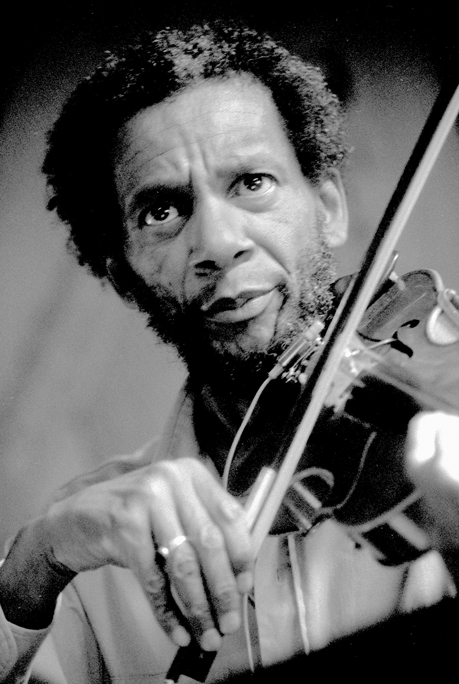
Leroy Jenkins

Leroy Jenkins (Chicago, 11 maart 1932 - New York, 24 februari 2007) was een Amerikaanse componist en freejazz-violist. Hij was een pionier van nieuwe viooltechnieken in de avant-garde-jazz. Zijn muziek bevatte elementen van de blues, bebop en klassieke muziek. 

## Biografie
Jenkins begon op achtjarige leeftijd viool te spelen. Hij was een student van Walter Dyett aan DuSable High School in Chicago, waar hij ook altsaxofoon speelde. Hij studeerde af aan Florida A&M University (op viool), waarna hij van 1965 tot 1969 leraar was aan scholen in Chicago. In die jaren raakte hij ook betrokken bij de Association for the Advancement of Creative Musicians (AACM), die zich onder meer inspande om muzikanten in de freejazz meer opvoeringsmogelijkheden te geven. Hier kwam hij onder meer in contact met de medeoprichter van dit muzikantencollectief, Muhal Richard Abrams, en saxofonist Anthony Braxton.
Eind jaren zestig richtte hij met Braxton en Wadada Leo Smith de groep Creative Construction Company op. De groep maakte twee platen. Vanaf 1970 leefde Jenkins in New York, waar hij drie maanden bij Ornette Coleman woonde. In New York maakte Jenkins naam in de avant-garde-scene en werd hij door Carla Bley gevraagd mee te spelen op de opnames voor de plaat 'Escalator over the Hill. In 1971 richtte hij met contrabassist Sirone en drummer Jerome Cooper het trio Revolutionary Ensemble op, die van belang was voor de ontwikkeling van de geïmproviseerde muziek. De groep sloeg een brug tussen jazz en nieuwe muziek en was actief tot 1977. Het trio maakte zes platen, die een hoog muzikaal niveau hadden, maar in commerciële zin niet erg succesvol waren. 
Vanaf eind jaren zeventig speelde Jenkins veel met kleine groepen, zoals een quintet en trio met Anthony Davis en Andrew Cyrille. Hij gaf solo-concerten en had een groep, Sting, waarmee hij in 1984 een plaat maakte. Hij speelde in 1987 in een groep van Cecil Taylor, waarmee hij in Europa toerde. In 2004 kwamen de leden van Revolutionary Ensemble weer kort samen en maakten dat jaar ook een plaat. 
Jenkins maakte ook naam als componist. Al in 1975 schreef hij 'For Players Only'. Hij schreef de opera 'Editorial' en componeerde met Ann T. Greene voor het muziektheater 'The Mother of Three Sons' (voor de Münchener Biënnale), 'Fresh Faust' en 'The Negros Burial Ground'. Verder schreef hij met Homer Jackson 'The Three Willies' en componeerde hij werken voor symfonieorkesten en bijvoorbeeld het Soldier String Quartet. Daarnaast werkte hij als pedagoog. 

## Discografie
- For Players Only, JCOA, 1975
- Solo Concert (live), India Navigation, 1977
- Livelong Ambitions (live, met Muhal Richard Abrams, Black Saint, 1977
- The Legend of Ai Glatson, Black Saint, 1978
- Space Minds/New Worlds/Survival America, Tomato, 1978
- Mixed Quintet, Black Saint, 1979
- Straight Ahead/Free at Last, Red, 1979
- Urban Blues (met de groep Sting, Black Saint, 1984
- Leroy Jenkins Live!, Black Saint, 1992
- Themes and Improvisations on the Blues (live), Composers, 1924
- Santa Fe, Lovely Music, 1994
- Solo, Lovely Music, 1998
- Space Minds, Tomato

Creative Construction Company
- Creative Construction Company, Muse, 1970
- CCC, vol. 2, Muse, 1971

Revolutionary Ensemble
- Manhattan Cycles, India Navigation, 1972
- Vietnam, ESP, 1972
- The People's Republic, A & M, 1975
- The Psyche, Mutable Music, 1975
- Positions 369, Karma, 1977
- The Revolutionary Ensemble Recorded Live at Moosham Castle, Inner City, 1977
- And Now..., Pi, 2004

- Bibsys: 9006546
- Bibliothèque nationale de France: cb13895629d (data)
- Gemeinsame Normdatei: 13367665X
- International Standard Name Identifier: 0000 0000 7839 2789
- Library of Congress Control Number: n81095915
- MusicBrainz: d446a688-e55b-4c4c-8d53-a21fa77588e2
- Nationale Bibliotheek van Tsjechië: ola2002157685
- Nationale Bibliotheek van Israël: 987007322689105171
- Nederlandse Thesaurus van Auteursnamen: 095392173
- Réseau des bibliothèques de Suisse occidentale: 02-A003423902
- SNAC: w6dv58f6
- Système universitaire de documentation: 15698766X
- Virtual International Authority File: 39562180
- WorldCat: E39PBJyhchXKWPJjFyBcJmhCQq